# Algèbre involutive
En mathématiques, une algèbre involutive ou une algèbre à involution est une algèbre munie d'un isomorphisme sur son algèbre opposée qui est involutif, c'est-à-dire de carré égal à l'identité.
Dans cet article, K désigne un anneau commutatif, et les algèbres sur un anneau commutatif sont supposées être associatives et unitaires, et les homomorphismes entre algèbres sont supposés être unitaires, c'est-à-dire envoyer 1 sur 1.

## Définitions et propriétés d'algèbres involutives

### Involutions
Soient A une algèbre sur K et μ la multiplication de A. 
L'algèbre opposée à A, notée Aop, est le K-module A muni de la multiplication μ' définie par μ'(x, y) = μ(y, x). On appelle antiautomorphisme de A tout isomorphisme de K-algèbre de A sur Aop.
On appelle involution (de K-algèbre) de A tout antiautomorphisme J de A tel que J ∘ J est l'identité de A. Les involutions de K-algèbre de A ne sont autres que les automorphismes de K-module f de A tels que f(xy) = f(y)f(x), f(f(x)) = x et f(1) = 1 quels que soient les éléments x et y de A.
Soit R un anneau. On appelle involution d'anneau de A toute involution de Z-algèbre de A, c'est-à-dire toute application f de R dans R telle que f(x + y) = f(x) + f(y), f(xy) = f(y)f(x), f(f(x)) = x et f(1) = 1 quels que soient les éléments x et y de R. Si R est un corps, on parle alors d' involution de corps de R.

### Algèbres involutives
On appelle algèbre involutive sur K tout couple (A, σ) formée d'une K-algèbre A et d'une involution σ sur A. Pour tout élément x de A, on appelle parfois adjoint de x et on note x* l'élément σ(x) de A.
On appelle anneau involutif toute Z-algèbre involutive, et on appelle corps involutif tout anneau involutif dont l'anneau sous-jacent est un corps.
En analyse, la définition des algèbres involutives est un peu différente : on suppose que ce sont des algèbres complexes et que l'involution J est R-linéaire  et telle que J(ax) = aJ(x), pour tout nombre complexe a et pour tout élément x de l'algèbre.

## Exemples d'algèbres involutives
- L'anneau de base K est une algèbre involutive, en prenant comme une involution l'identité. Plus généralement, toute algèbre commutative sur K est une algèbre involutive en prenant comme involution l'identité.
- Le corps des nombres complexes est une algèbre involutive réelle (et non complexe) en prenant comme involution la conjugaison.
- Le corps des quaternions est une algèbre involutive réelle en prenant comme involution la conjugaison.
- Soit L une  extension quadratique séparable (ou plus généralement une algèbre étale quadratique) de K. Il existe une unique involution de K-algèbre L qui est différente de l'identité. Sauf mention explicite du contraire, lorsque l'on considère L comme une algèbre involutive sur K, c'est pour cette involution.
- Soit A une algèbre de quaternions de K. Alors la conjugaison de A est une involution de A. C'est l'unique involution J de A  telle que x + J(x) et xJ(x) appartiennent à K pour élément x de K.
- Si K est un corps, l'algèbre K[ε] des nombres duaux de K a une involution canonique, qui à x + εy associe x - εy.
- Soit G un groupe (fini ou non) et K[G] l'algèbre du groupe G. Alors il existe une unique involution de K[G] qui envoie tout élément g de G sur g−1.
- Soit (A, σ) une algèbre involutive sur K. Pour tout élément M de l'algèbre des matrices B = Mn(A), soit τ(M) la matrice obtenue la appliquant σ et la transposée de M. Alors en associant à toute matrice M la matrice τ(M) on obtient  une involution de B. Par exemple, si A = C et si σ est la conjugaison, alors τ associée à une matrice carrée la transposée de la conjugué pour σ.
- Soit (D, σ) une algèbre involutive dont l'anneau sous-jacent est un corps. Soient E un espace vectoriel de dimension finie sur D et φ une forme sesquilinéaire non dégénérée sur E relativement à σ qui hermitienne ou antihermitienne. Pour tout endomorphisme f de E, il existe un unique endomorphisme g de E, appelé adjoint de f et que l'on note f* tel que φ(f(x), y) = φ(x, g(y). Alors l'application f ↦ f* de EndD(E) dans EndD(E) est une involution de K-algèbre de EndD(E).
- Soient E un espace hilbertien réel ou complexe (ou quaternionien) et A l'algèbre réelle L(E) des endomorphismes continus de E. L'application de A dans A qui à tout élément de A associe l'opérateur adjoint de f une involution d'algèbre réelle de A = L(E).
- Soit E un module sur K. Sur l'algèbre tensorielle T(E), il existe une unique involution de T(E) qui prolonge l'identité de E. De même, sur l'algèbre extérieure ∧(E), il existe une unique involution qui prolonge l'identité de E.
- On suppose que K est un corps et soient E un espace vectoriel de dimension finie sur K et q une  forme quadratique non dégénérée sur E. Sur algèbre de Clifford Cl(q) de q, il existe une unique involution qui prolonge l'identité de E, et il en existe une unique involution qui prolonge -IdE. L'algèbre de Clifford paire Cl0(q) de q est stable pour chacune de ces involutions, et ces involutions coïncident dans Cl0(q).
- On suppose que K est un corps et soit L une algèbre de Lie sur K. En identifiant canoniquement L à un sous-espace vectoriel de son algèbre enveloppante U(L), il existe une unique involution de U(L) qui prolonge l'application -IdL.